# Bulia schausi
Bulia schausi là một loài bướm đêm thuộc họ Erebidae. Loài này có ở tây bắc México, with strays as far phía bắc as Arizona.